# Fernmeldeamt Plochwald
Das Fernmeldeamt Plochwald ist eine ehemalige Kaserne in Windhaag bei Freistadt in Oberösterreich.

## Lage und Geschichte
Auf rund 1000 Meter Seehöhe befindet sich auf einem nach Norden exponierten Sporn des Plochwaldes, einem Waldgebiet im Norden des Bezirkes Freistadt, das Kasernenareal, von dem man weit nach Tschechien blicken kann.
Die Anlage wurde vermutlich am Beginn der zweiten Hälfte des 20. Jahrhunderts errichtet, als sich nach dem Zweiten Weltkrieg der Kalte Krieg manifestierte und Österreich eine neue Verteidigungsstrategie suchte. Die Kaserne bestand aus drei Gebäuden um einen Hof sowie aus Sendeanlagen, in denen ein unter der Adresse Predetschlag 21 als Fernmeldeamt getarnter Abhörposten bzw. eine Spionagestation betrieben wurde. Etwa 100 Meter südlich über der Anlage befand sich ein weiterer Sendemast. Die wesentliche Teil der Kaserne befand sich unter der Erde, wo auf zwei Etagen ein über eine unscheinbare Holzhütte zugänglicher Kommandostand samt Nebenräumen eingerichtet war. Zur Spionagestation gehörte auch der als Fernsehsender getarnte Sender Grünbach (bei Obergrünbach) etwa 8 Kilometer südwestlich. Die Anlagen war bis ins Jahr 2000 in Betrieb, wurden 2002 demontiert und der Kommandoraum mit Beton verfüllt und danach veräußert.